# Torsten Schulz
Torsten Schulz (* 1. Dezember 1959 in Berlin) ist ein deutscher Schriftsteller und Drehbuchautor. Er unterrichtet als Professor für Praktische Dramaturgie an der Filmuniversität Babelsberg Konrad Wolf.

## Leben
Torsten Schulz wuchs in einer Arbeiterfamilie im Ostberliner Bezirk Friedrichshain auf. Von 1982 bis 1986 studierte er an der HFF Babelsberg Film- und Fernsehwissenschaften. Nach dem Studium arbeitete er als Dramaturgie-Assistent und Dramaturg im DEFA-Spielfilmstudio. In der Wendezeit gründete er zusammen mit Freunden die Wochenzeitung „Der Anzeiger“ (1990) und fungierte als Redakteur der DDR-Bürgerrechtszeitung die andere. Ab 1992 arbeitete Schulz freischaffend.
Zunächst schrieb er Drehbücher für Kino- und Fernsehfilme (u. a. Raus aus der Haut, Regie und Co-Autor: Andreas Dresen, Im Namen der Unschuld, Regie: Andreas Kleinert oder Dicke Freunde, Regie: Horst Königstein), die auf zahlreichen Filmfestivals liefen und zum Teil Preise errangen (u. a. Bayerischer Filmpreis Beste Hauptdarstellerin für Barbara Sukowa, Im Namen der Unschuld). Darüber hinaus drehte er als Regisseur einige Low-budget-Dokumentarfilme: intensive, kontrovers diskutierte Frauen-Porträts wie Kuba Sigrid oder Von einer, die auszog.
2004 debütierte Torsten Schulz mit Boxhagener Platz als Romanautor. Die Hörspieladaption (Regie: Gabriele Bigott) erhielt diverse Preise, und der gleichnamige Spielfilm (Regie: Matti Geschonneck), für den Torsten Schulz das Drehbuch schrieb, feierte 2010 auf der Berlinale Premiere. „Eine intelligent aufgebaute und über weite Strecken ungeheuer komische Ost-Burleske“, urteilte DIE WELT über den Roman, und zum Film befand der TAGESSPIEGEL: „Ein zärtlicher Erinnerungsfilm, es geht nicht um Ostalgie, es geht um vergangene Jugendzeit“.
Nach dem Erzählungsband Revolution und Filzläuse (2008) legte Schulz 2013 mit Nilowsky seinen zweiten Roman vor. „Schulz erzählt mit leisem Witz von einer Magie, die die Milieus überschreitet, vom Geheimnis einer Großstadtjugend, die ein Leben prägt“, meinte DIE ZEIT. Das gleichnamige Drehbuch von Torsten Schulz war 2018 für den Deutschen Drehbuchpreis (Goldene Lola) nominiert. In der Jury-Begründung hieß es: „Eigenwillig ist das treffende Adjektiv für diese Adaption eines eigenen Romans … Mit der Kraft der Sprache entstehen in diesem Drehbuch intensive Bilder, die lange nachwirken.“ Auf der Basis des Drehbuchs schuf Schulz zusammen mit dem Zeichner Niels Schröder die gleichnamige Graphic Novel, die 2023 erschien. „Eine Inszenierung auf dem Papier“, nennt Schulz Niels Schröders Arbeit im Interview mit dem Nordkurier. „Torsten Schulz hat seinen Coming of Age-Roman über eine Jugend in der DDR um eine lesens- wie sehenswerte Variante ergänzt“, findet der RBB.
Der dritte Roman von Torsten Schulz, Skandinavisches Viertel, erschien ebenfalls 2018. Er erzählt die Geschichte eines Maklers, der in seiner Kindheitsgegend tätig ist sowie die Geschichte einer ostdeutschen Familie. „Torsten Schulz gelingt seine Leichtigkeit, weil er mit dem Motiv der Flunkerei einen privaten Kontrapunkt zum systemischen Problem des Verrats in der Diktatur setzt“, schrieb Gustav Seibt in der Süddeutschen Zeitung. Ursula März befand auf Deutschlandfunk Kultur, Torsten Schulz „gelingt, was in der deutschen Literatur keineswegs selbstverständlich ist: Ein politisch bedeutsames Thema frei zu halten von Belehrung und finsterer Bedeutungsschwere“. Für Hubert Winkels ist Skandinavisches Viertel „[…] ein großer Roman über die Lüge, die aber verkleidet wird als Zauberei. […] Eine Geschichte von Verlust, Trauer und Wut, in der sich die Abgründe des eigenen Lebens offenbaren.“
Einen dokumentarischen Ansatz verfolgt Torsten Schulz in Mein skandinavisches Viertel. Das Buch erschien 2019 in der Reihe Berliner Orte des Bebra-Verlags und erzählt in Beobachtungen und Anekdoten vom Leben in diesem Teil von Berlin.
2022 veröffentlichte er den DDR-Roman Öl und Bienen, der Ende der 1970er Jahre im Havelland spielt. „Die großen Weltereignisse werden hier vom scheinbar Bedeutungslosen, Alltäglichen fast enzymatisch aufgelöst. Das ist von einer zeitlosen Coolness, die kein Thesen-Gepolter braucht“, so Cosima Lutz in der Berliner Morgenpost. Laut Cornelia Geißler (Berliner Zeitung) „zuckt man [so manches Mal] zusammen, wie aktuell einige für 1979 ausgedachte Sätze klingen“, und Carsten Otte (Tagesspiegel) schreibt: „Die Mischung aus fröhlicher Musikfachsimpelei und unzensierter Männerrede ist so komisch, dass die durchkapitalisierte und auf Achtsamkeit getrimmte Gegenwart deutlich verlogener und trostloser erscheint“. Das Hörbuch ist in 12 Folgen von Peter Kurth für MDR Kultur gelesen worden. Das Hörspiel (Regie: Dunja Arnaszus) wurde im Oktober 2023 auf RBB Kultur urgesendet.
Mehrfach war Schulz als Herausgeber tätig und als dramaturgischer Berater an Spiel- und Dokumentarfilmprojekten beteiligt. Neben seiner schriftstellerischen Tätigkeit wirkt er seit 2002 als Professor für Praktische Dramaturgie und Prodekan des Studiengangs „Drehbuch / Dramaturgie“ an der Filmuniversität Babelsberg Konrad Wolf. Seine Unterrichtsfelder sind: Spiel- und Dokumentarfilmdramaturgie, Drehbuch, Literaturadaption. Vielfach unterrichtete er im In- und Ausland, wie z. B. an der Hamburg Media School, der Wits University Johannesburg oder der University of Southern California in Los Angeles. Er ist Mitglied des PEN-Zentrums Deutschland. Er war Writer in residence in Los Angeles (Villa Aurora), Belgrad (Literarisches Tandem) und Johannesburg (Goethe-Institut). Von Februar bis Juli 2023 war er Stadtschreiber in Rheinsberg.
Schulz lebt in und bei Berlin. Er ist Vater von vier Kindern. Er war mit der Schauspielerin Katja Weitzenböck liiert, mit der er zwei Kinder hat. Seit 2017 ist er mit der Schriftstellerin Angelika Klüssendorf verheiratet.

## Filmografie

### Drehbuch
- 1985: Das Debüt
- 1994: Der Mann im schwarzen Mantel (Co-Autor)
- 1995: Dicke Freunde
- 1997: Raus aus der Haut (Co-Autor)
- 1997: Im Namen der Unschuld
- 1999: Einfach raus
- 2010: Boxhagener Platz (auch Co-Produzent)
- 2018: Nilowsky (noch nicht realisiert)[26]

### Regie
- 1995: Kuba Sigrid
- 1996: Das Mädchen Liane
- 1999: TechnoSalsa
- 2000: Von einer, die auszog...

## Bücher
- Dicke Freunde – Das Buch zum Film, Thom Verlag, Leipzig 1995. ISBN 978-3-930383-12-2.
- Der Boxermacher: Manfred Wolke und seine Champions, Kiepenheuer Verlag, Leipzig 2002. ISBN 978-3-378-01059-8.
- Boxhagener Platz. Roman, Ullstein Verlag, Berlin 2004. ISBN 978-3-548-26199-7.
- Revolution und Filzläuse. Erzählungen, Ullstein Verlag, Berlin 2008. ISBN 978-3-550-07898-9.
- Boxhagener Platz. Vom Roman zum Drehbuch zum Film (Werkstattberichte der HFF 'Konrad Wolf'), Vistas Verlag, Berlin 2012. ISBN 978-3-89158-566-5.
- Nilowsky. Roman, Klett-Cotta Verlag, Stuttgart 2013. ISBN 978-3-608-93971-2.
- Skandinavisches Viertel. Roman, Klett-Cotta Verlag, Stuttgart 2018. ISBN 978-3-608-98137-7.
- Mein skandinavisches Viertel. Berliner Orte, be.bra Verlag, Berlin 2019. ISBN 978-3-89809-160-2.
- Öl und Bienen. Roman, Klett-Cotta Verlag, Stuttgart 2022.
- Nilowsky. Graphic Novel, Torsten Schulz/Niels Schröder, Bebra Verlag, Berlin 2023.

## Hörspiele und Hörbücher
- Boxhagener Platz. 1 Audio-CD. Regie: Gabriele Bigott. Sprecher: Carmen-Maja Antoni, Florian Martens, Jaecky Schwarz, Boris Aljinovic u. a. Eulenspiegel Verlag 2005. ISBN 978-3-359-01103-3
- Hotel Bedford – Ein Stück Exil. Hörspielproduktion des RBB, Berlin 2006. Co-Autor Horst Königstein, Regie: Barbara Plensat. Sprecher: Markus Meyer, Friedrich Mücke, Inga Busch, Tina Engel u. a. Weitere Sendung: Deutschlandfunk[27]
- Es muss alles anders werden. Teil 4: Verloren. Hörspiel 2008. Regie: Barbara Plensat
- Boxhagener Platz. Original-Hörspiel zum Film. 2 Audio-CDs. Sprecher: Gudrun Ritter, Michael Gwisdek, Samuel Schneider u. a. Jumbo Neue Medien & Verlag 2010. ISBN 978-3-8337-2530-2
- Revolution und Filzläuse. Erzählungen. Hörbuch. 3 Audio-CDs. Regie: Torsten Schulz. Sprecher: Corinna Harfouch, Axel Prahl, Milan Peschel, Florian Martens, Ina Weisse, Katja Weitzenböck und Torsten Schulz. Goya LIT 2010. ISBN 978-3-8337-2671-2
- Nilowsky. Hörbuch. 5 Audio-CDs. Regie: Margrit Osterwold. Sprecher: Sebastian Zimmler. Hörbuch Hamburg 2013. ISBN 978-3-89903-857-6
- Nilowsky. Hörspiel. Bearbeitung: Andrea Czesienski. Regie: Judith Lorentz. Sprecher: Milan Peschel, Moritz Grove, Mira Partecke, Christine Schorn u. a. RBB / NDR 2014
- Öl und Bienen. Hörbuch, Regie: Steffen Moratz, Sprecher: Peter Kurth, ARD Audiothek, 2022
- Öl und Bienen. Hörspiel, Bearbeitung: Andrea Czesienski. Regie: Dunja Arnaszus, RBB 2023

## Weitere Werke
- Essays, Reportagen, Porträts in Zeitungen, Zeitschriften, Anthologien, Podcasts, u. a. für Die Zeit zu „Gendergerechter Sprache“[28]

## Preise
- Hotel Bedford – Ein Stück Exil (Hörspiel)

Slabbesz – Fachjurypreis des Niederösterreichischen Schriftstellerverbandes (2007)
- Boxhagener Platz (Hörspiel)

Zonser Hörspielpreis 2006
Hörspiel des Monats (August 2005) der Akademie der Darstellenden Künste
Nominierung ARD-Online-Award (2005)
Slabbesz, Fachjury-Preis bei den Hörspieltagen des niederösterreichischen Schriftstellerverbandes (2005)
Radio EINS Hörspielkino Publikumspreis (2006)
Nominierung für den Deutschen Hörbuchpreis in der Kategorie „Das besondere Hörbuch“ (2008)
- Raus aus der Haut (Spielfilm)

Hauptpreis beim 8. FilmKunstFest in Schwerin
Preis der Jury (Hauptpreis) beim 24. Internationalen Kinder- und Jugend-Filmfestival „Lucas“
Nominierung Prix Europa
48. Int. Filmfestspiele Berlin 1998 (Internationales Forum)
Internationales Filmfest Potsdam 1998
„Berlin and Beyond“ San Francisco International Film Festival (SFIFF) 1999
Beitrag in der Reihe „50 Jahre Fernsehfilm“ (3Sat)
- Nilowsky (Drehbuch)

Nominierung für den Deutschen Drehbuchpreis (Goldene Lola) 2018
Zahlreiche Festivalteilnahmen mit weiteren Filmen.